# Саићо
Саићо (јап. 最澄, 15. септембар, 767. – 26. јун, 822.) је био јапански будистички монах, који је основао Тендај будистичку школу у Јапану.  Оснивач је храма Енрјаку-ђи на планини Хиеи близу Кјота. Сматра се да је први донео чај у Јапан. Познат је и по свом постхумном имену, Денгјо Даиши (јап. 伝教大師).

## Биографија

### Младост
Саићо је рођен као Хироно Мицу но Обито, 767. године, у граду Оцу, провинција Оми (данашња префектура Шига). Према породичној традицији, његови преци су били потомци царева источне Хан династије. Не постоје докази за ову тврдњу, али се зна да је подручје у којем је рођен имало велику кинеску имигрантску популацију.
Са 13 година је постао ученик монаха Гјохјо (јап. 行表, 722—797), који је био ученик кинеског монаха Досен (јап. 道セン) из Тиантаи школе. Наредне године је постао искушеник и добио име Саићо.
До 787. године, Саићо је постао монах званичног система храмова, иницијацијом у храму Тодаи-ђи. Неколико месеци касније се нагло повукао на планину Хиеи, како би се интензивно бавио будизмом, мада тачан разлог његовог одласка на планину није јасан. Убрзо након повлачења, саставио је „Ганмон” (јап. 願文, прев. „Саићова молитва”), у којем су били укључени лични завети:
1. Све док не достигнем ниво у ком су ми сва шест чула чиста, нећу се излагати свету.
2. Све док не схватим оно апсолутно, нећу стећи посебне вештине нити уметности (нпр. калиграфија, медицина, дивинација).
3. Све док се у потпуности не држим свих будистичких прописа, нећу учествовати у будистичким окупљањима са донаторима.
4. Све док не достигнем мудрост, нећу учествовати у људским аферама, осим ако то није у корист другима.
5. Нека се све заслуге из моје прошлости, садашњости и будућности дају, не мени, већ свим бићима како би могли достићи просветљење.

Временом је Саићо привукао друге монахе да се повуку из будистичке заједнице у Нари на планину Хиеи, чиме се тамо створила се монашка заједница. Речено је да је тамо Саићо изрезао слику Јакушија (Буде Лечења) и направио му светилиште. Поред тога, ставио је уљану лампу пред Будом и молио се да се никад не угаси. Ова лампа је сада позната као Фумецу но Хото (јап. 不滅の法灯, прев. Неугасива лампа Дарме) и остала је упаљена око 1200 година.
Јапанска престоница премештена је из Наре у Нагаоку 784. године, а затим у Хејан 795. године. Пошто се планина Хиеи налазила североисточно од Кјота, правац који је сматран опасним по кинеској геомантији, Саићово присуство је представљало заштиту нове престонице, чиме је Саићо привукао пажњу двора. Саићо и његова заједница на планини Хиеи такође су почели да кореспондирају и размењују церемоније са установљеним заједницама у Нари и дворским монаштвром, додатно побољшавајући свој престиж.
Један од најранијих присталица Саића на двору био је Ваке но Хиројо, који га је позвао да држи предавања у храму Такаосан-ђи, заједно са четрнаест других еминентних монаха. Саићо није био први који је позван, што указује да је још био релативно непознат двору, али је почео да се истиче.

### Одлазак у Кину
Цар је одобрио Саићову петицију да отпутује у Кину како би даље проучавао Тиантаи доктрину и донео нове списе. Саићо је могао да чита, али не и да говори кинески, па му је било дозвољено да са собом поведе ученика, монаха Гишин (јап. 義眞), који је течно говорио језик.
Саићо је био део дипломатске мисије у Танг Кину, која је требало да отплови 803. године. Бродови су убрзо били приморани да се врате због лошег времена, и затим се усидрили у Дазаифу, у Фукуоки. У овом периоду је Саићо упознао монаха Кукаја, који је био послат у Кину са сличном мисијом.
Када су бродови поново отпловили, два су потонула у тешкој олуји, али је Саићов брод, 804. године, стигао у луку Нингбо, у северном Џеђангу. По доласку, дозвољено му је било да са својим пратиоцима оде до планине Тиантаи. Тамо је упознао свог учитеља, седмог патријарха Тиантаи школе, монаха Даосуи (кин. 道邃). Провео је отприлике 135 дана са њим, учећи монастичку дисциплину и методе медитације.
Саићо је наредних неколико месеци преписивао разне будистичке списе са намером да их понесе са собом у Јапан. Иако су нека дела већ била присутна у Јапану, Саићо је сматрао да су постојале грешке приликом преписивања. Након што је завршио са својим задатком, са својим пратиоцима се вратио у Нингбо, где су сазнали да им је брод усидрен у граду Фуџоу и да морају да чекају шест недеља.
За то време, Саићо је одлучио да посети Шаосинг и тражи текстове езотеричког Вађрајана будизма. Школа Тиантаи је првобитно користила само мешовиту церемонијалну праксу, али је током времена езотерички будизам имао све већу улогу. Када су Саићо и Гишин дошли у Кину, школа је већ нудила езотеричку обуку. Ипак, није сасвим јасно кроз какав обред иницијације су прошли. Постоје наговештаји да Саићо није прошао кроз дуалну иницијацију, тј. иницијацију Дијамантског света и Света утробе.
Коначно, петог месеца 805. године (по јапанском календару), Саићо се вратио у Нингбо, и након састављања додатних библиографија, наредног месеца стигао у Цушиму. Иако је остао у Кини само осам месеци, двор у Кјоту је нестрпљиво чекао његов повратак.

### Оснивање Тендај школе
По повратку из Кине, Саићо се трудио да добије признање двора. Првог месеца 806. године, Саићова Тендај Лотус школа (Тендаи-хоке-шу, јап. 天台法華宗) добила је званично признање, када је цар Канму прогласио нови едикт којим се дозвољава ординација два монаха годишње за Саићову школу на планини Хиеи. У едикту је, по Саићовој молби, проглашено да се један монах посвети шанаго курсу, са фокусом на Махаваирочана сутру, као Микјо будистичка страна Тендај школе, а други монах да се посвети шикаго курсу, базираном на „Мо-хо ћи-хуан”, делу Тиантаи патријарха и оснивача Тиантаи школе, Ћи-и (538–597). На овај начин, од самог почетка је Тендај школа била једнако фокусирана на Микјо езотерију и Тиантаи учење.
Године 813., Саићо је написао „Ехјо-тендаићу”, у којем тврди да су се сви главни будистички учитељи из Кине и Кореје ослањали на Тиантаи доктрину док су писали своја дела. У делу је навео многе референце и цитате кинеских учењака и закључио да је Тиантаи темељ свих већих будистичких школа у источној Азији.
Пре Саића, све манастирске ординације су се одвијале у храму Тодаи-ђи под древним Винаја кодексом, али Саићова намера је била да своју школу оснује стриктно као Махајана институцију, користећи искључиво Бодисатва инструкције. Упркос противљењу традиционалних школа у Нари, захтев му је одобрио цар Сага, 822. године, 7 дана након његове смрти.

### Позне године и смрт
На самрти је изјавио: „Не будите везани за моју смрт, већ ширите моју вољу из генерације у генерацију.” Постхумно име Денгјо Даиши је добио 866. године, успесима ученика Енина да уздигне Тендај будизам и врати популарност ове школе на двору.